# Djalma Dias
Djalma Pereira Lima Dias, född 21 augusti 1939 i Rio de Janeiro, död 1 maj 1990, var en brasiliansk fotbollsspelare.
Djalma Dias spelade i América-RJ mellan 1959 och 1961, i Palmeiras från 1962 till 1968, i Clube Atlético Mineiro år 1968 i Santos från 1969 till 1970 och slutligen i Botafogo från 1971 till 1974 där han även avslutade sin karriär.
Han spelade totalt 21 landskamper för Brasiliens fotbollslandslag. En av hans söner, Djalminha Dias, är också fotbollsspelare.